# Euphractus sexcinctus
Tatou à six bandes
Genre
Espèce
Statut de conservation UICN

 LC  : Préoccupation mineure
Le tatou à six bandes (Euphractus sexcinctus) est une espèce de tatou d'Amérique du Sud. Il a été décrit par Carl von Linné en 1758. C'est la seule espèce du genre Euphractus.

## Description

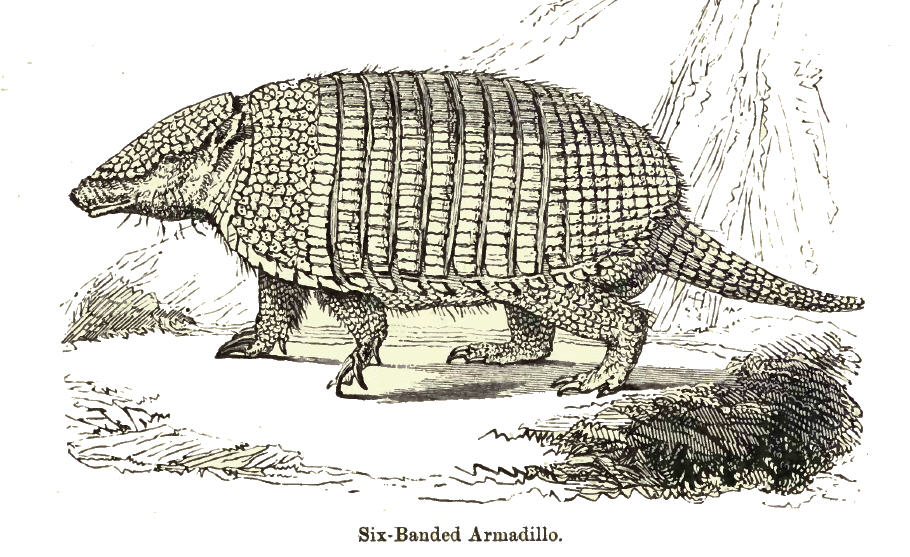
Dessin d'un tatou à six bandes.

Le tatou à six bandes est généralement jaunâtre présentant parfois de teinte marron ou brun-roux clair (il est parfois appelé tatou jaune). Animal terrestre solitaire, il trouve refuge dans des tanières souterraines.

## Régime alimentaire
C'est un omnivore s'alimentant d'une large variété de plantes et de matières animales.

## Répartition

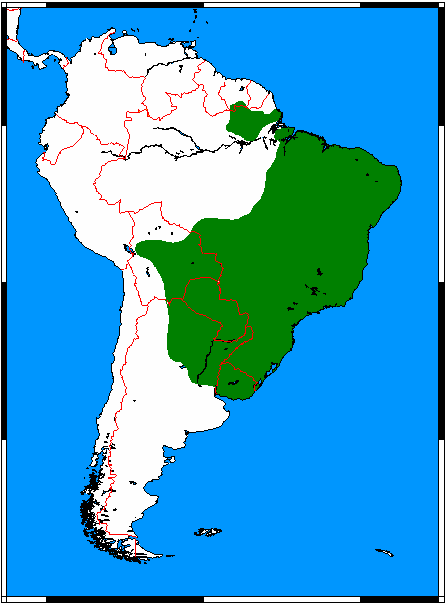
Répartition de l'espèce en Amérique du Sud.

On le rencontre dans différents types d'habitats ouverts tel que les clairières de forêts tropicales ou les prairies humides. Ce tatou est présent au Suriname, au Brésil, en Bolivie, au Paraguay, en Uruguay et en Argentine.

## Liste des sous-espèces
Selon Mammal Species of the World (version 3, 2005)  (28 févr. 2012) :
- sous-espèce Euphractus sexcinctus boliviae Thomas, 1907
- sous-espèce Euphractus sexcinctus flavimanus Desmarest, 1804
- sous-espèce Euphractus sexcinctus setosus Wied, 1826
- sous-espèce Euphractus sexcinctus tucumanus Thomas, 1907